# Helene Schjerfbeck
Helene Schjerfbeck (Helsinki, 10 de julho de 1862 – Saltsjöbaden, 23 de janeiro de 1946) foi uma pintora finlandesa, conhecida por seus retratos e auto-retratos realistas e por suas paisagens. Ao longo da carreira, mudou seu estilo várias vezes. É uma das mais famosas e admiradas pintoras finlandesas.

## Biografia
Helene nasceu em Helsinki, na época um grão-ducado autônomo do Império Russo e hoje capital da Finlândia, em 1862. Era filha de Svante Schjerfbeck, funcionário em um escritório e de Olga Johanna Printz. Aos 4 anos de idade sofreu uma lesão no quadril, o que a impediu de frequentar a escola. Desde muito pequena, demonstrou talento para as artes e o período em casa se recuperando da lesão serviu para tomar gosto pelo desenho e pela pintura. Entretanto, Helene nunca se recuperou plenamente da lesão e passou a mancar, além de lutar contra várias doenças a vida inteira.
Aos 11 anos, ela foi matriculada na escola de desenho da Finnish Art Society, onde as mensalidades eram pagas por Adolf von Becker, que reconheceu seu talento. Na escola, Helene conheceu Helena Westermarck, Maria Wiik e Ada Thilen, cuja amizade durou por toda a vida. Quando o pai de Helene morreu devido à tuberculose, em 2 de fevereiro de 1876, sua mãe abriu uma pensão para que elas pudessem sobreviver. Pouco mais de um ano depois da morte do pai, Helene se formou na escola de artes. Junto de Helena Westermarck, ela foi para uma escola particular administrada por Adolf von Becker, que utilizava o estúdio de desenho da Universidade de Helsinki para suas aulas. Becker pagou por suas aulas e ainda lecionou técnicas a óleo francesas para suas alunas.
Em 1879, aos 17 anos, Helene ganhou o terceiro lugar em uma competição organizada pela Finnish Art Society, e em 1880 seu trabalho foi exposto em uma feita anual da mesma escola. Naquele verão, Helene passou algum tempo na propriedade de sua tia, Selma Printz, e de seu marido de Selma, Thomas Adlercreutz, onde passou um tempo desenhando e pintando seus primos. Helene ficou muito próxima de sua prima Selma, que tinha a sua idade. No final do ano, Helene partiu para Paris depois de receber uma autorização de viagem do Senado Imperial.

## Carreira
Em Paris, Helene pintou com Westermarck um tempo e depois foi para o estúdio de Léon Bonnat. Em 1881, ela foi para a Academia Colarossi, onde voltou a estudar com Westermarck. O Senado Imperial lhe concedeu uma bolsa de estudos, que ela usou para passar alguns meses em Meudon e em seguida em Concarneau. Retornou brevemente para a Colarossi, antes de voltar para a residência da família Adlercreutz, na Finlândia.
Helene se mudou com frequência, pintando e estudando com várias pessoas. Para ganhar algum dinheiro, ela colocou algumas de suas obras em exposições da Art Society, tendo ilustrado também alguns livros. Em 1884, ela retornou a Paris, reencontrando Westermarck na Academia Colarossi, que agora era professora lá. Após receber verba de viagem da sociedade, ela virou para St Ives, na Cornualha, onde pintou o quadro The Convalescent, que lhe rendeu a medalha de bronze na Exposição Universal de 1889, em Paris. O quadro foi posteriormente comprado pela Finnish Art Society. Neste período, Helene pintava em estilo naturalista, ao ar livre.
Na década de 1890, Helene começou a dar aulas na Finlândia, na escola de desenho da Art Society, mas em 1901 ela ficou gravemente doente e no ano seguinte acabou se demitindo do cargo. Mudou-se para Hyvinkää, enquanto cuidava da mãe doente que morava com ela. Helene nunca se casou, teve um noivado e um amor não correspondido de longa data, além de ter passado muitos anos cuidando de sua mãe enferma, que se tornou sua principal modelo. A morte da mãe a deixaria ainda mais reclusa.Sua mãe morreu em 1923. Enquanto estava em Hyvinkää, continuou a pintar e a expor suas obras. Seu único contato com o mundo da arte, porém eram as revistas que seus amigos lhe mandavam pelo correio.
Nesta época, suas obras eram principalmente paisagens e estilo de vida, bem como retratos, como o de sua mãe, de garotas da escola local e trabalhadoras. Produziu também alguns auto-retratos em estilo modernista. Seu trabalho foi comparado na época com o de artistas como James McNeill Whistler e Edvard Munch, mas em 1905 seus quadros começaram a adotar uma característica única de seu estilo. Helene continuou experimentando várias técnicas e usando diferentes tipos de sub-pintura.
Em 1913, Helene conheceu a negociante de artes Gösta Stenman, que a encorajou a expôr suas obras em Malmö, em 1914, Estocolmo, em 1916 e em São Petersburgo, em 1917. Em 1917, Stenman organizou sua primeira exposição solo e no mesmo ano Einar Reuter (pseudônimo de H. Ahtela) publicou a primeira monografia de Helene. Outras exposições viriam nos anos seguintes, como em Copenhague, em 1919, Gotemburgo em 1923 e novamente em Estocolmo em 1934. Em 1937, Stenman organizou outra exposição de Helene, em Estocolmo e em 1938 já pagava mensalmente pelas obras.

## Últimos anos
Helene passou a viajar menos conforme os anos passaram. Quando algum problema familiar acontecia, ela viajava de volta para casa, mas passou boa parte da vida morando em Hyvinkää. Por alguns meses chegou a morar em Ekenäs. Por um ano, Helene morou em uma fazenda em Tenala, fugindo da Guerra de Inverno, mas retornou a Ekenäs por volta de 1940.

## Morte
Helene se mudou para uma casa de cuidados, onde ficou menos de um ano antes de se mudar para o asilo de Luontola. Em 1944, ela se mudou novamente para um retiro em Saltsjöbaden, na Suécia, onde continuou a pintar, em especial retratos. Helene morreu em 23 de janeiro de 1946, aos 83 anos e foi sepultada no cemitério Hietaniemi, em Helsinki.

## Galeria

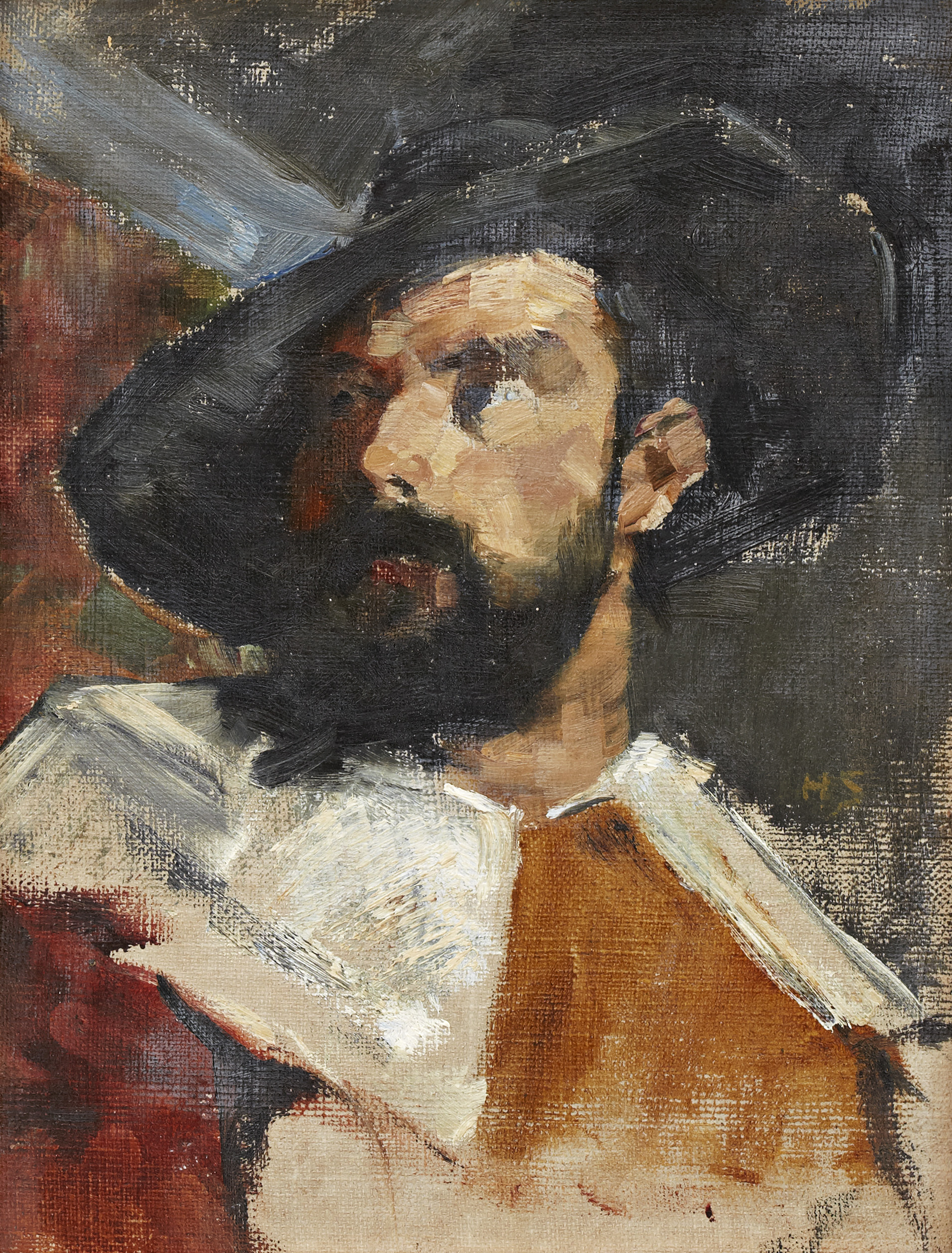
Portrait of a Man. Óleo sobre tela, 1881
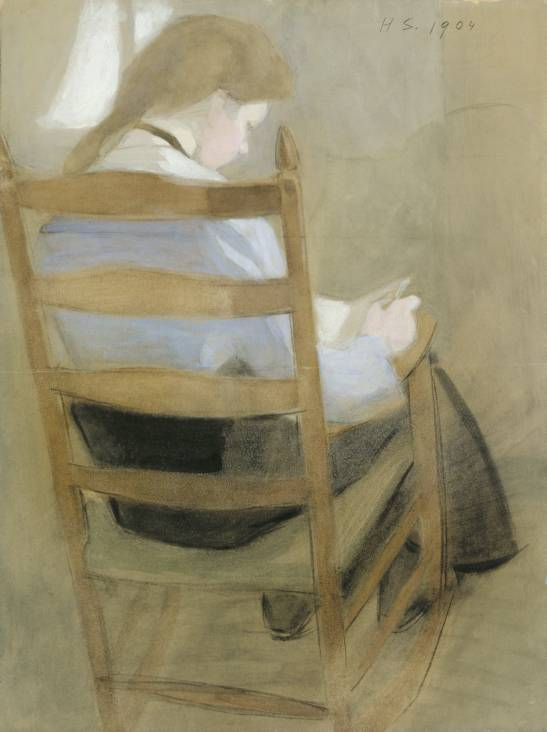
Girl reading. Óleo sobre tela, 1904
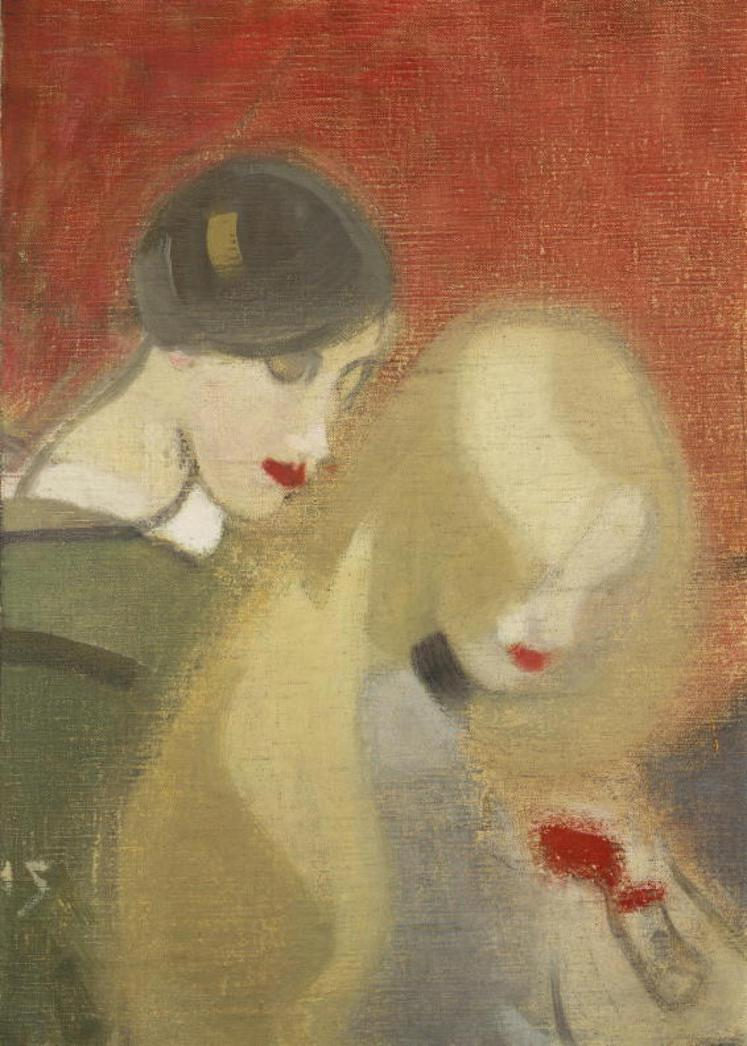
The Family Heirloom. Óleo sobre tela, 1916
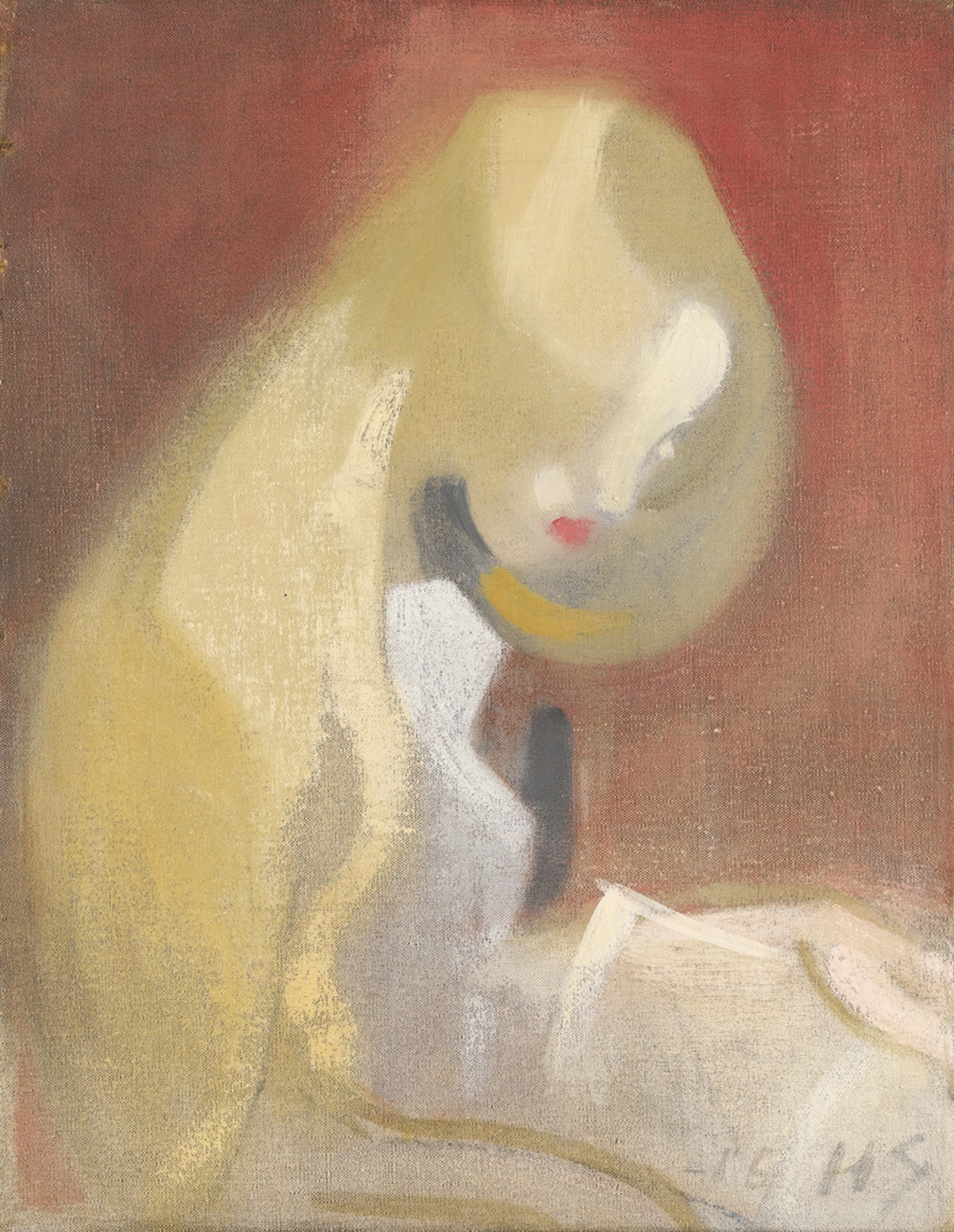
Girl with Blonde Hair. Óleo sobre tela, 1916
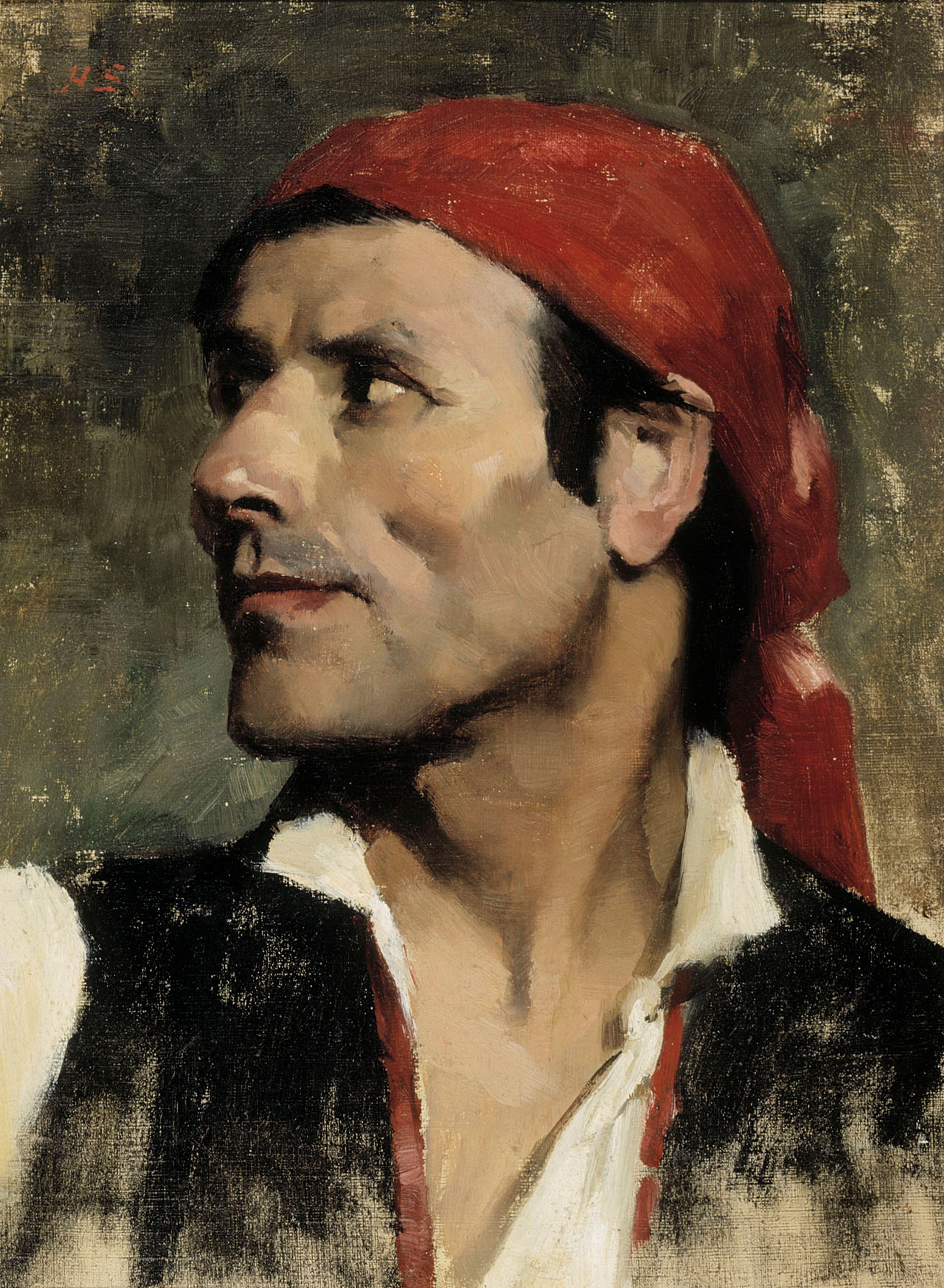
Spaniard. Óleo sobre tela, 1881
Madonna de la Charité. Óleo sobre tela, 1941